# 帕吕埃勒核电站
帕吕埃勒核电站（法語：Centrale Nucléaire de Paluel）是法国滨海塞纳省帕吕埃勒村内的一座核电站。该核电站由四个1330MWe级压水反应堆组成，距离迪耶普市约40公里，有约1250名全职工人，由法国电力公司运营。